# Musculus spinalis capitis
A musculus spinalis capitis egy hosszúkás izom az ember nyakánál (pontos kép nem áll rendelkezésre).

## Eredés, tapadá, elhelyezkedés
Az alsóbb nyakcsigolyák és a felsőbb hátcsigolyák processus spinosus vertebrae-ről ered. A linea nuchalis inferior és superior része között tapad.

## Funkció
Nyújtaja a gerincet. Stabilizál, forgat.

## Beidegzés, vérellátás
A ramus posterior nervi spinalis idegzi be. Az aorta muscularis ágai látják el vérrel.

## Külső hivatkozások
- Kép, leírás
- Kép
- Kép Archiválva 2007. március 10-i dátummal a Wayback Machine-ben